# Lily van der Woodsen
Lilian "Lily" van der Woodsen (geboren als Lilian Rhodes), gespeeld door actrice Kelly Rutherford, is een personage uit de televisieserie Gossip Girl. Hierin speelt ze de moeder van Serena en Eric van der Woodsen. In de flashbackaflevering Valley Girls wordt Lily Rhodes gespeeld door Brittany Snow. Deze aflevering diende als backdoorpilot voor de televisieserie Lily die over de jeugd van Lily Rhodes gaat.
Lily heeft het imago dat ze vaak getrouwd is met een rijke man en dankzij een scheiding nog rijker is geworden. Haar dochter heeft gezegd dat Lily met elke rijke man uit West-Europa iets heeft gehad, zelfs met Nicolas Sarkozy.

## Biografie

### Boekenreeks
Er is niet veel bekend over Lily in de boekenreeks. Ze is getrouwd met William van der Woodsen en is de moeder van Serena en Eric van der Woodsen. Ook is ze een bekendheid die verschillende posities bekleed bij charitatieve instellingen in New York.

### Televisiereeks
Over het verleden van Lily is niet veel bekend. Wel bekend is dat ze uit een rijke familie uit Californië komt. Haar vader Rick Rhodes was een platenbaas. Lily's oudere zus, Carol, verliet het huis toen ze zestien was. Een jaar later heeft ze ruzie met haar ouders en besluit ze weg te lopen en haar zus op te zoeken. Hoewel Lily goedgemanierd is opgevoed heeft de periode die ze met haar zus doorbracht ervoor gezorgd dat Lily een stuk wilder is gaan leven.
Op een gegeven moment heeft Lily Rufus Humphrey ontmoet die toen zanger was van de band Lincoln Hawk. Lily was een fotograaf en ging mee op tour. Op negentienjarige leeftijd werd ze zwanger van hem en in plaats van het hem te vertellen is ze terug naar huis gegaan waar haar moeder haar naar Frankrijk stuurde om te bevallen. Lily heeft het kind, een zoon, opgegeven voor adoptie en er nooit wat over gezegd.
Ook is ze getrouwd geweest met William van der Woodsen, van wie ze twee kinderen heeft.
Als haar zoon Eric in een kliniek zit door zijn zelfmoordpoging komt ook haar dochter terug naar huis. Hoewel ze het fijn vindt dat Serena weer thuis is, hebben ze ook regelmatig meningsverschillen. In deze periode heeft ze geregeld afspraakjes met Bart Bass maar brengt ze ook tijd door met haar ex-vriend Rufus Humphrey. Als Bart haar ten huwelijk vraagt wil ze weigeren en een relatie met Rufus beginnen totdat Serena haar vraagt dat niet te doen omdat dat haar relatie met Rufus' zoon onder druk zet. Lily accepteert het aanzoek van Bart en zegt uit de buurt te blijven van Rufus. Op de avond voor haar huwelijk gaat ze naar een concert van Rufus en brengt de nacht met hem door. Op haar huwelijksdag probeert Rufus haar te overtuigen niet te trouwen, maar ze trouwt alsnog met Bart.
Als Lily erachter komt dat Bart een privé-detective heeft ingehuurd om het verleden van Lily, Serena en Eric uit te zoeken pikt ze dit niet en viert Thanksgiving met Rufus en zijn familie. Tijdens het Snowflake Ball besluit ze Bart te verlaten, maar voordat ze dat hem kan zeggen raakt Bart betrokken bij een auto-ongeluk en overlijdt hij. CeCe, Lily's moeder, komt over voor de begrafenis en vertelt enkele dagen daarna aan Rufus dat hij en Lily samen een kind hebben die ter adoptie is aangeboden. Dit zorgt ervoor dat Rufus een einde maakt aan hun relatie.
Lily en Rufus gaan op zoek naar hun kind en vinden de ouders. Die liegen dat deze is overleden omdat ze hem niet willen verliezen. Na deze reis besluiten Lily en Rufus om alsnog een relatie met elkaar aan te gaan. Aan het einde van het tweede seizoen zijn ze verloofd.
Na de dood van Bart heeft ze door zijn nalatenschap aandelen gekregen van Bass Industries. Als Jack Bass CEO is geworden van dit bedrijf door vieze spelletjes te spelen besluit Chuck de hulp van Lily in te roepen. Als hierna Jack haar bijna verkracht red Chuck haar. Ze besluit Chuck te adopteren zodat ze een meerderheidsbelang in het bedrijf krijgt om Jack te ontslaan.